# Station Hamburg-Stellingen
Station Hamburg-Stellingen (Arenen) (Haltepunkt Hamburg-Stellingen (Arenen), kort Haltepunkt Stellingen) is een spoorwegstation in het stadsdeel Stellingen van de Duitse plaats Hamburg, in de gelijknamige stadstaat. Het station is onderdeel van de S-Bahn van Hamburg en alleen treinen van de S-Bahn kunnen hier stoppen. Het ligt aan de spoorlijn Hamburg Holstenstraße - Pinneberg. Het station beschikt over eilandperron met twee perronsporen, tevens heeft het station aan het stationsplein een aantal faciliteiten zoals een kiosk. De toevoeging Arenen bij de stationsnaam komt van het nabijgelegen Volksparkstadion. Dit stadion is gebruikt bij het WK voetbal van 1974, 2006 en het EK voetbal van 1988, waar het Nederlands voetbalelftal in de legendarische halve finale 2-1 won van het Duitse voetbalelftal.

## Treinverbindingen
De volgende S-Bahnlijnen doen station Stellingen aan:
| Serie | Treinsoort        | Route | Bijzonderheden |
| ----- | ----------------- | --- | -------------- |
|       | S-Bahn (DB Regio) | Pinneberg – Elbgaustraße – Eidelstedt – Stellingen – Altona – Hauptbahnhof – Harburg – Harburg Rathaus – Neugraben          |                |
|       | S-Bahn (DB Regio) | Elbgaustraße – Eidelstedt – Stellingen – Dammtor – Hauptbahnhof – Harburg – Harburg Rathaus – Neugraben – Buxtehude – Stade |                |

Hamburg-Altona ·
Hamburg Diebsteich ·
Hamburg-Langenfelde · 
Hamburg-Stellingen ·
Hamburg-Eidelstedt ·
Hamburg Elbgaustraße ·
Krupunder ·
Halstenbek ·
Thesdorf ·
Pinneberg ·
Prisdorf ·
Tornesch ·
Elmshorn ·
Horst (Holst) ·
Dauenhof ·
Wrist ·
Brokstedt ·
Neumünster ·
Einfeld ·
Bordesholm ·
Flintbek ·
Kiel Hauptbahnhof